# سعید ابراهیمی‌فر
سعید ابراهیمی‌فر (زادهٔ ۱۴ فروردین ۱۳۳۵ در تهران) کارگردان، نویسنده و هنرپیشه سینمای ایران است. 

## زندگی‌نامه

### اوایل زندگی
سعید ابراهیمی‌فر، متولد ۱۳۳۵ تهران، دارای تحصیلات ناتمام در رشتهٔ مهندسی فیزیک و سینما است.

### فعالیت سینمایی
وی فعالیت سینمایی را به‌عنوان دستیار کارگردان در فیلم صف به کارگردانی علی‌اصغر عسگریان آغاز کرد. نخستین تجربهٔ سینمایی او نگارش فیلمنامهٔ مأموریت به کارگردانی حسین زندباف بود. از دیگر فعالیت‌های ابراهیمی‌فر می‌توان به تهیه‌کنندگی فیلم و ساخت تیزرهای تبلیغاتی اشاره کرد.

## کارگردان
- شاید عشق نبود (۱۳۹۶)
- تک‌درخت‌ها (۱۳۸۶)
- مواجهه (۱۳۸۳)
- عید آن سال‌ها (۱۳۷۷)
- نار و نی (۱۳۶۷)
- تله فیلم تخت جمشید‌،سر روزولت(۱۳۸۷)

## دستیار کارگردان
- صف (۱۳۶۳)

## نویسنده
- تک‌درخت‌ها (۱۳۸۶)
- مواجهه (۱۳۸۳)
- نار و نی (۱۳۶۷)[۱]
- مأموریت (۱۳۶۵)

## بازیگر
- ما همه با هم هستیم (۱۳۹۷)
- شاید عشق نبود (۱۳۹۶)
- جینگو (۱۳۹۲)
- ماهی و گربه (۱۳۹۲)
- سیزده ۵۹ (۱۳۸۹)
- اشکان، انگشتر متبرک و چند داستان دیگر (۱۳۸۶)
- "زیر تیغ" (۱۳۸۵)
- خیلی دور، خیلی نزدیک (۱۳۸۳)
- یک شب (۱۳۸۳)
- خانوادهٔ کوچک ما (۱۳۷۰)

## تهیه‌کننده
- ۱ - نار و نی (۱۳۶۷)